# Аристокл (сын Павсания)
Аристокл (др.-греч. Ἀριστοκλῆς) — спартанский аристократ из царской династии Агиадов. Жил в V веке до н. э. Сын знаменитого военачальника Павсания и брат царя Плистоанакта.
В античных источниках упоминания об Аристокле содержатся лишь у Фукидида. Из них можно сделать вывод, что в Спарте ходили слухи о «противозаконном возвращении» царя Плистоанакта, который до этого был вынужден бежать из Лакедемона, с помощью жрецов, которых подкупил Аристокл.
Во время битвы при Мантинее 418 года до н. э. был полемархом под командованием царя Агиса. Во время сражения отказался произвести манёвр, который от него требовал Агис. Впоследствии такое поведение сочли трусостью, а самого Аристокла изгнали из Спарты.